# Äquivalenz (Testtheorie)
Die Äquivalenz (Gleichwertigkeit) von Messungen ist die Grundlage für
eine präzise Schätzung der Reliabilität. Äquivalenz ist ein Begriff aus
der Testtheorie.
Die Klassische Testtheorie geht davon aus, dass der beobachtete Wert einer
Messung aus dem tatsächlichen wahren Wert und einem Fehler besteht. Die Fehler
mehrerer Messungen sind dabei voneinander unabhängig und unsystematisch.
Reliabilitätsschätzungen gehen davon aus, dass die Qualität der Messungen immer
gleich ist (bzw. unter vergleichbaren Bedingungen durchgeführt wurden). Diese
Annahme ist jedoch nicht immer gültig.
Die Qualität von wiederholten Messungen kann zum Beispiel durch Ermüdungs-
oder Trainingseffekte beeinflusst werden. Dies bedeutet, dass nicht immer von
den gleichen Test- und Fehlerwerten ausgegangen werden kann. Von der
Gleichwertigkeit (Äquivalenz) der Messung hängt somit ab, welche Formel zur
Schätzung der Reliabilität herangezogen werden kann.

## Arten der Äquivalenz von Messungen

### Streng parallel
Zwei Messungen sind streng parallel, wenn sie die gleichen wahren Werte und
die gleiche Fehlervarianz aufweisen:
{\displaystyle {\begin{aligned}T\prime &=T\\\sigma _{E}^{2}\prime &=\sigma _{E}^{2}\end{aligned}}}
Dabei gilt:
{\displaystyle {\begin{aligned}T\prime &={\text{Wahrer Wert in Test A}}\\T&={\text{Wahrer Wert in Test B}}\\\sigma _{E}^{2}\prime &={\text{Fehlervarianz in Test A}}\\\sigma _{E}^{2}&={\text{Fehlervarianz in Test B}}\end{aligned}}}
Dies bedeutet, dass eine Person in Test A und B denselben wahren Wert erzielt und die Messfehler beider Tests gleich sind. Somit gilt, dass beide Tests die gleiche Eigenschaft mit der gleichen Skala und für alle Personen gleich gut messen.

### Im Wesentlichen parallel
Zwei Messungen sind im Wesentlichen parallel, wenn sie die gleichen wahren
Werte um eine Konstante verschoben und die gleiche Fehlervarianz aufweisen:
{\displaystyle {\begin{aligned}T\prime &=T+\gamma \\\sigma _{E}^{2}\prime &=\sigma _{E}^{2}\end{aligned}}}
Dabei gilt:
{\displaystyle {\begin{aligned}\gamma &={\text{Additive Konstante}}\end{aligned}}}
Dies bedeutet, dass der wahre Wert einer Person lediglich um eine Konstante
verschoben ist.
Nur im Falle einer streng parallelen oder im Wesentlichen parallelen Messung
entspricht die Korrelation zwischen beiden Tests einer Schätzung der
Reliabilität. Dazu kann die Spearman-Brown-Formel eingesetzt werden, oder
bei einer kleinen Stichprobengröße die Formel von Kristof.

### Tau-äquivalent
Beide Messungen weisen zwar die gleichen wahren Werte auf, jedoch
unterscheiden sich die Fehlervarianzen:
{\displaystyle {\begin{aligned}T\prime &=T\\\sigma _{E}^{2}\prime &\neq \sigma _{E}^{2}\end{aligned}}}
Somit muss sich die Reliabilität zwischen den einzelnen Messungen
unterscheiden, da die Reliabilität das Verhältnis zwischen dem wahren Messwert
und dem beobachteten Messwert (nach der Klassischen Testtheorie die Summe
aus dem wahren Wert und dem Messfehler) angibt.

### Essentiell/Im Wesentlichen tau-äquivalent
Im Gegensatz zur tau-äquivalenten Messung ist der wahre Wert um eine additive
Konstante verschoben:
{\displaystyle {\begin{aligned}T\prime &=T+\gamma \\\sigma _{E}^{2}\prime &\neq \sigma _{E}^{2}\end{aligned}}}
Zur Berechnung der Reliabilität bei tau-Äquivalenz kann die Formel von Guttman herangezogen werden. Sind beide Testteile unterschiedlich groß, wird die Formel nach Feldt verwendet.

### Kongenerisch
Kongenerische Messungen sind um eine additive Konstante verschoben und haben eine um eine multiplikative Konstante unterschiedliche Maßeinheit:
{\displaystyle {\begin{aligned}T\prime &=\beta \cdot T+\gamma \\\sigma _{E}^{2}\prime &\neq \sigma _{E}^{2}\end{aligned}}}
Dabei gilt:
{\displaystyle {\begin{aligned}\beta &={\text{Multiplikative Konstante}}\end{aligned}}}
Beide Messungen bilden immer noch die gleiche Messgröße ab. Mittelwert,
Fehlervarianz und Maßeinheit sind verschieden, die wahren Werte korrelieren
aber perfekt miteinander.